# Cairina
Cairina este un gen de rațe din familia Anatidae. Cuprinde două specii, care sunt similare din punct de vedere anatomic, dar se diferențiază prin morfologia externă.

## Taxonomie
Denumirea genului este derivată de la cuvântul Cairo, deoarece se crede că speciile sunt originare din Egipt.
Cele două specii sunt:
- Cairina moschata - rața leșească
- Cairina scutulata - rața cu aripi albe